# Romería de Nuestra Señora de la Asunción

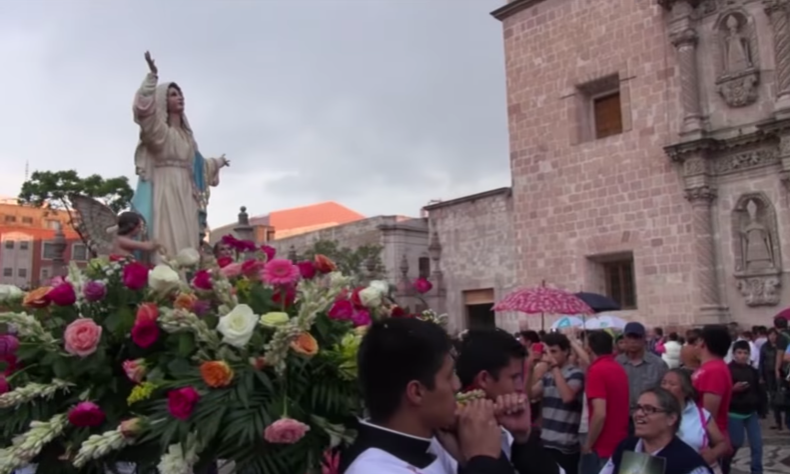
Religiosos voluntarios cargando la figura de la virgen de la Asunción para iniciar el desfile.

La Romería de Nuestra Señora de la Asunción es una celebración religiosa y un desfile tradicional realizado el día 15 de agosto de cada año en el municipio capital del Estado de Aguascalientes. Está compuesto por distintas comparsas, como lo son danzantes, bandas de guerra, mariachis, grupos escolares, entre otros; así como los grupos religiosos católicos con carros alegóricos de temáticas bíblicas que relatan la vida de la virgen María.

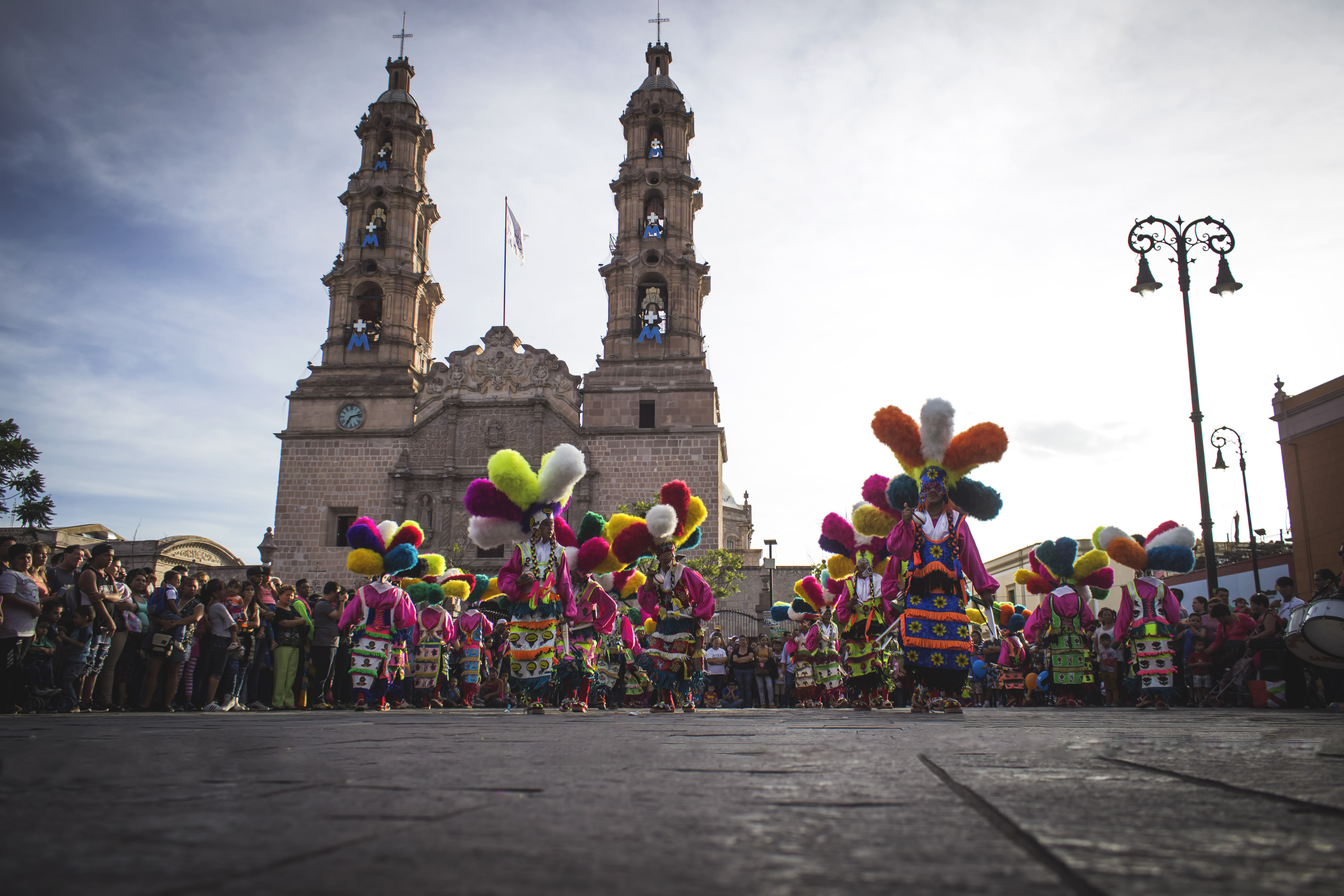
Matlachines durante la Romería de Nuestra Señora de la Asunción, frente a la Catedral de Aguascalientes.

## Historia
Los Caballeros de Colón tuvieron su época más importante durante la segunda mitad del siglo XX en Aguascalientes. Su poder y adentramiento a través de las clases dominantes del Estado, estableció estrechos vínculos y distancias con grupos poderosos dentro de la ciudad, y se sostuvo una confrontación ideológica con la masonería de Aguascalientes. Con el surgimiento de nuevos grupos seculares y democráticos en el territorio, la relación amistosa y cercana entre Caballeros de Colón y la Diócesis de Aguascalientes se debilitó al mismo tiempo.
En el año 1741 el DR. Juan Gómez de Parada decretó la celebración de la fiesta dedicada a la Virgen de la Asunción, celebrada como una pequeña feria en el santuario de la virgen. Mismo festejo que hasta 195 años después (en 1936) se conjuntan los templos que pertenecen a la Diócesis de la ciudad de Aguascalientes para decretar una tradición formal que contara con una red de apoyo. Y 16 años después (en 1952) cuando el Dr. Salvador Quezada Limón, quien fue el cuarto obispo de la Diócesis decide instituir la Romería de Nuestra Sra. de la Asunción como una fiesta religiosa popular a manera de peregrinación por el centro de la ciudad.
A lo largo de las primeras festividades realizadas en honor a Nuestra Sra. de la Asunción se destacaron los diversos programas culturales en los que incluían concursos de canto, presentaciones de mariachi, recitales de órgano, recitales corales diocesano, concursos de fotografía y otras actividades que se anuncian hasta hoy en día a través de las diferentes fuentes de contacto con la Diócesis. Una de las finalidades con las que las autoridades eclesiásticas invitan a la comunidad de la ciudad a vivir estas fiestas populares es con alegría, pensando también en la familia de Nazaret como ejemplo de vida cristiana que se debe seguir y como modelo de respuesta.

### Relación con la Feria Nacional de San Marcos
Al tratarse de una manifestación cultural pública, la Romería de Nuestra Señora de la Asunción se encuentra en constante construcción ya que cada año se agregan, modifican y quitan elementos del desfile. Lo mismo sucede con la Feria Nacional de San Marcos, que con más de 190 años de historia, su intención se ha visto cambiante con el tiempo, ya que inició como una fiesta religiosa dedicada al Santo patrón del barrio homónimo, que poco a poco fue creciendo y pasando de una fiesta religiosa a una tradición profana que se contrapone al mundo religioso con el que en un principio fue concebido y que aún en día conserva la romería de la ciudad.

### Suspensión por la pandemia del Covid-19
El día 28 de junio del año 2020, se anunció de manera oficial la suspensión de la peregrinación en honor a la Virgen de la Asunción debido al alza en el número de contagios por la enfermedad derivada del SARS-CoV-2, esto también después de anunciar que dos obispos se encontraban contagiados y uno de ellos con estado de salud delicado.
Esta fue la primera vez en que se suspendía la celebración desde un registro de 64 años atrás que era realizado de manera ininterrumpida, pues además de los casos confirmados dentro de la Diócesis, a nivel nacional y local se levantaron medidas de prevención de contagios en las cuales se mencionaba la sana distancia (distancia de 1.5 metros entre personas) y evitar las aglomeraciones urbanas. Lo que hizo apuntar a una definitiva pausa en esta tradición.